# A força do querer
 (срп. Снага воље) бразилска је теленовела, продукцијске куће Реде Глобо, снимана током 2017.

## Синопсис
Каио је перспективни адвокат који управља једном од највећих компанија у бразилу. Након раскида са девојком Биби напушта посао и одлази у Америку. Деценију и по касније, враћа се у родну земљу, где поново среће бившу љубав — сазнаје да је напустила студије и удала се за конобара Рубиња, са којим има сина. Док супружници све дубље тону у сиромаштво, Рубињо креће мрачним стазама криминала, док Биби почиње да преиспитује је ли петнаест година раније поступила исправно када је одлучила да остави Каиа, сматрајући да је не воли интензивно колико и она њега.
Након што је Каио напустио Бразил, један од оснивача компаније, богати Еуженио, почео је да припрема свог сина Руја да преузме руководство фирмом. Руј је у озбиљној вези Сибеле, ћерком породичног пријатеља Дантаса, женскароша који живи у убеђењу да компанија не цени довољно његов рад. Када једном приликом отпутује ван града, Руј упознаје Ритињу, скромну и харизматичну девојку која машта о бољем животу.
Иако је у вези са камионџијом Зеком, Ритиња бежи са сопственог венчања и одлази са Рујем, који није очекивао да ће му краткотрајна авантура закомпликовати везу са вереницом Сибеле.
Разочаран и повређен, Зека одлази код тетке у Нитерој, заједно са својим оцем. Ту упознаје комшиницу Жеизу, жену чврстог карактера која ради као полицајка и која жели да постане ММА борац. Наизглед супротни карактери и ставови их временом све више зближавају.
У међувремену, Рујева млађа сестра Ивана осећа се нелагодно у сопственом телу, што изазива непрестане конфликте између ње и њене мајке Жојсе, која је своју кћер одувек сматрала принцезом. Но, свађе са Иваном нису једино што брине Жојсе — њен брак упада у кризу доласком мистериозне и амбициозне Ирене, која чини све да освоји Еуженија.
Са друге стране, пратимо причу Еуженијевог брата Еурика, сувласника компаније, који је у браку са Силваном, женом зависном од коцке која вечито упада у комичне ситуације покушавајући да оправда супругу како и на шта троши огромне суме новца. Њихова кћи Симоне и Еуженијева мезимица Ивана уједно су и најбоље другарице. Симоне упорно покушава да споји Ивану са момцима, не схватајући да њена рођака у ствари машта о томе да буде мушкарац.

## Улоге
| Глумац:                 | Улога:                             |
| ----------------------- | ---------------------------------- |
| Изис Валверде           | Рита Роса „Ритиња” Фереира         |
| Паола Оливеира          | Жеиза Наскименто                   |
| Жулијана Паес           | Фабијана „Биби” Дуарте / Сораја    |
| Марко Пигоси            | Жозе „Зека” Рибамар до Кармо       |
| Фиук                    | Руј Гарсија                        |
| Родриго Ломбарди        | Каио Гарсија                       |
| Емилио Дантас           | Рубенс „Рубињо” Феитоса / Рејналдо |
| Карол Дуарте            | Ивана Гарсија / Иван               |
| Марија Фернанда Кандидо | Жојсе Гарсија                      |
| Дан Стулбаш             | Еуженио Гарсија                    |
| Дебора Фалабела         | Ирене Стејнер / Соланж Лима        |
| Лилија Кабрал           | Силвана Гарсија                    |
| Умберто Мартинс         | Еурико Гарсија                     |
| Бруна Линсмејер         | Сибеле Дантас                      |
| Жулијана Паива          | Симоне Гарсија                     |
| Зезе Полеза             | Единалва Фереира                   |
| Тонико Переира          | Рајмундо / Елис Миранда            |
| Жонатан Азеведо         | Велингтон Силвино                  |
| Карла Дијаз             | Карине де Са                       |
| Бети Фарија             | Елвира Гомез Гарсија               |
| Отон Бастос             | Отавио Гарсија                     |
| Жизеле Фроес            | Кандида                            |
| Марија Клара Спинели    | Мирасели Алмеида                   |
| Дандара Маријана        | Марилда                            |
| Илка Марија             | Алесија Силвино                    |
| Бети Гофман             | Жасира де Са                       |
| Тотија Меирелес         | Марија Елена Боржез                |
| Жоао Камарго            | Арналдо                            |
| Карла Каренина          | Бенедита „Дита”                    |
| Клаудија Мело           | Зулеиде „Зу”                       |
| Маркос Жункеира         | Кикита                             |
| Данијел Зетел           | Баторе                             |
| Габријел Стауфер        | Клаудио                            |
| Луа Бланко              | Анита                              |
| Педро Неркесијан        | Амаро                              |
| Кларисе Дерзи Луз       | др. Селма Таварес                  |
| Маријана Шавијер        | Абигаил                            |
| Жоао Браво              | Андре Дуарте                       |
| Адријано Алвес          | Јури Жункеира                      |
| Мишеле Мартинс          | Ширлеј Амарал                      |
| Луси Рамос              | Лејла Андраде                      |
| Густаво Мачадо          | Сирило                             |
| Антонио Карлос          | Луис Аугусто                       |
| Бруно Барбоза           | Тату                               |
| Каролине Вербан         | Дуда                               |